# Korsjespoortsteeg 20
Korsjespoortsteeg 20 is een gebouw aan/in de Korsjespoortsteeg, Amsterdam-Centrum. Het gebouw werd op 1 juli 1970 opgenomen in het monumentenregister.
De Korsjespoortsteeg is een oude steeg in Amsterdam-Centrum, in 1629 Korsjes Poort Steech genoemd. Ze is gelegen tussen Singel en Herengracht. Het monumentenregister schat dat het inwendige dateert uit de 17e eeuw; de klokgevel zou dateren uit de 18e of 19e eeuw. Alhoewel het nooit aan een gracht heeft gestaan heeft het wel de vorm van een grachtenpand.
Onderin begint het gebouw met een souterrain, dat toegankelijk is onder een tegen de gevel gezette trap van natuursteen. De trap is pas herplaatst toen het gebouw werd omgebouwd tot het Multatuli Museum. Een foto uit 1963 laat namelijk nog een trap loodrecht op de gevel zien. Twee tekenaars, Eugène Rensburg in 1921 en P.J. Kiers in 1960, legden het als zodanig vast. Deze trappartij geeft toegang tot de twee naast elkaar geplaatste toegangsdeuren. Die voor de bel-etage leidt naar een verhoogde verdieping. De andere naar de voormalige woningen daarboven. Het geheel wordt afgesloten met de klokgevel met luikje naar een opslag en met daarboven de hijsbalk.

Bij de overgang tussen de bel-etage en ander verdiepingen is tussen beide vensters een cartouche geplaatst met de tekst 
Douwes Dekker “Multatuli” werd in dit huis geboren, 2 maart 1820

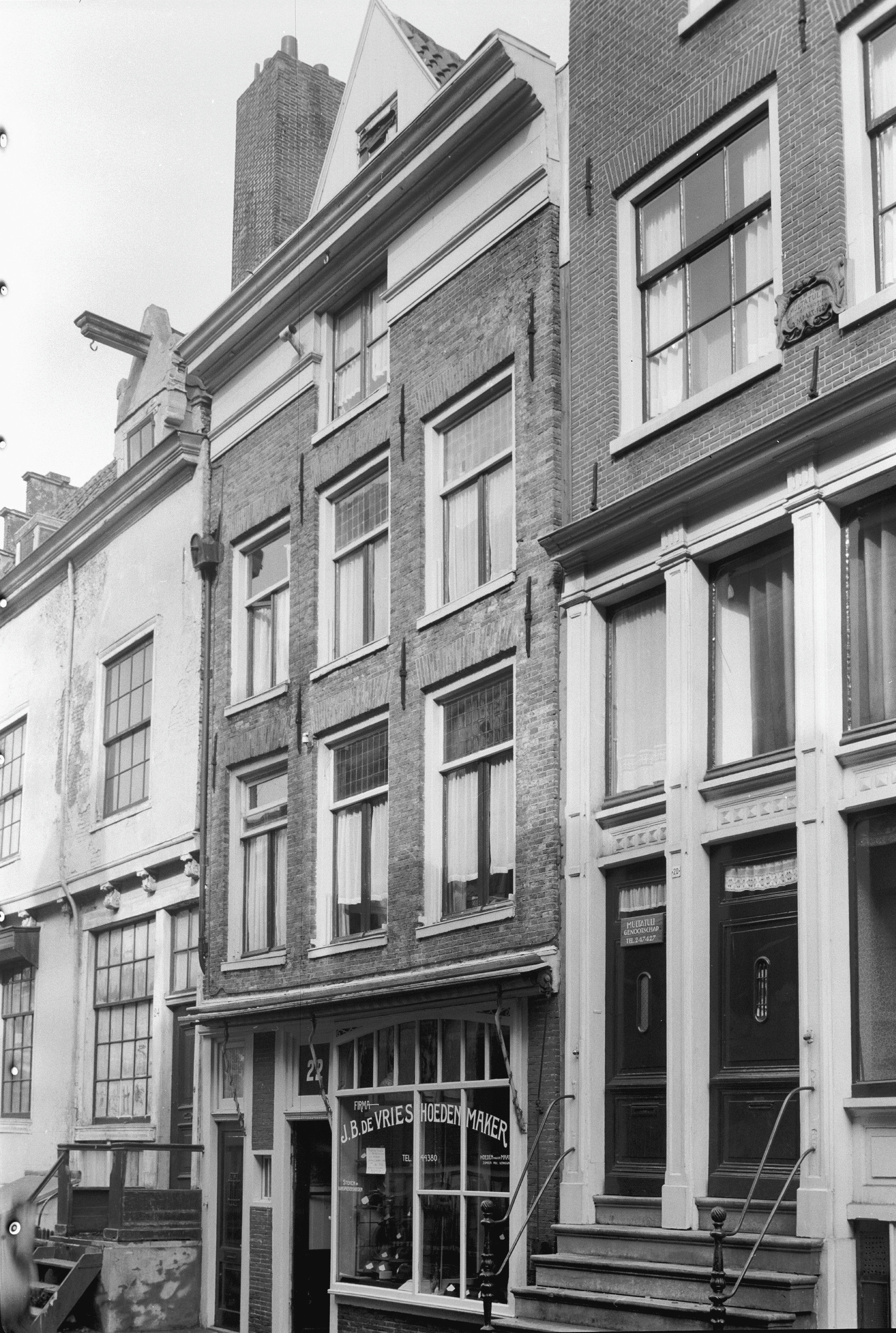
Rechts op de foto de bedoelde trappartij (1963)